# Thiara verrauiana
Thiara verrauiana är en snäckart som beskrevs av Lea 1856. Thiara verrauiana ingår i släktet Thiara och familjen kronsnäckor. Inga underarter finns listade i Catalogue of Life.